# Willie Mitchell

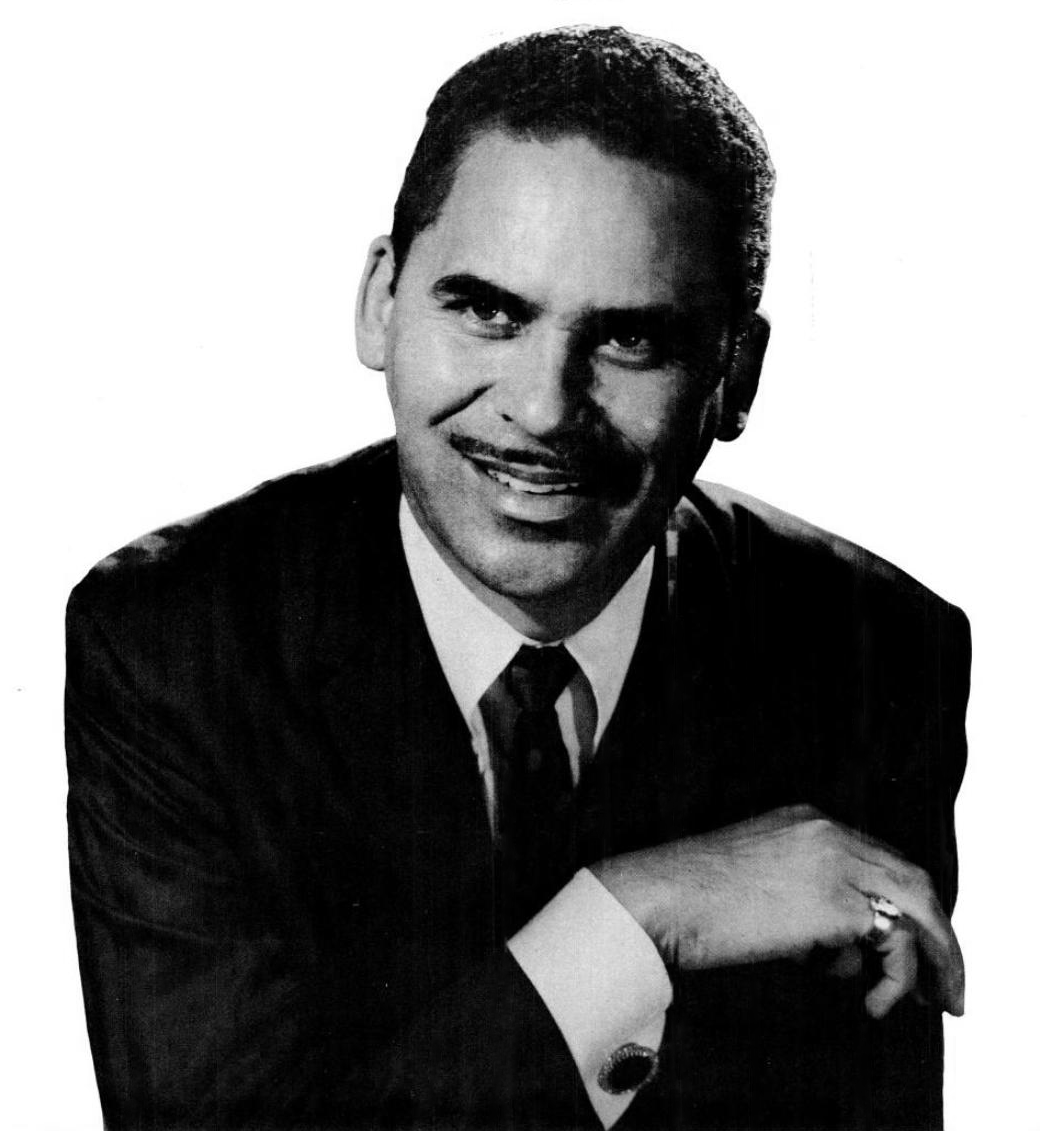
Willie Mitchell

Willie Mitchell (Ashland, 3 januari  1928 - Memphis, 5 januari 2010) was een Amerikaans muziekproducent. Daarnaast was hij ook arrangeur en leidde hij het platenlabel "Royal Recording" in Memphis (Tennessee). In de jaren zestig tekende hij bij Hi Records. Hij was vooral bekend vanwege zijn werk bij dit label in de jaren zeventig. Als muziekproducent en arrangeur was hij in die periode onder meer betrokken bij de muziek van Al Green. Postuum werd hij in 2012 opgenomen in de Memphis Music Hall of Fame.

## Discografie
- Sunrise Serenade (1963)
- It's Dance Time (1965)
- It's What's Happenin' (1966)
- Ooh Baby, You Turn Me On (1967)
- The Hit Sound of Willie Mitchell (1967)
- Willie Mitchell Live at the Royal (1968)
- On Top (1969)
- Solid Soul (1969)
- Soul Bag (1969)
- Robbin's Nest (1970)
- The Many Moods of Willie Mitchell (1970)
- Hold It (1971)
- Listen Dance (1971)
- Willie Mitchell Live (1977)
- Willie Willie Willie (1981)
- That Driving Beat (1986)
- Walkin' With Willie (2003)
- Best Damn Fool (2008, met Buddy Guy)